# Избичањ
Избичањ је насеље у Србији у општини Пријепоље у Златиборском округу. Према попису из 2022. било је 28 становника.
На каменој плочи у Избичњу која је у процесу распадања, уклесан је натпис који у преводу значи:
„Сва ова с много труда подигнута здања која гледаш: бедеме храмове, куће, фонтане, стаје, атрије, купатила, све то, уз Христову помоћ, за неколико година подиже, епископ Стефан, за владе цара Јустинијана“.

## Демографија
У насељу Избичањ живи 37 пунолетних становника, а просечна старост становништва износи 41,4 година (37,2 код мушкараца и 46,0 код жена). У насељу има 15 домаћинстава, а просечан број чланова по домаћинству је 3,07.
Ово насеље је у потпуности насељено Србима (према попису из 2002. године), а у последња три пописа, примећен је пад у броју становника.
|  |

| Демографија | Демографија | Демографија |
| Година      | Становника  | Становника  |
| ----------- | ----------- | ----------- |
| 1948.       | 144         |             |
| 1953.       | 152         |             |
| 1961.       | 165         |             |
| 1971.       | 127         |             |
| 1981.       | 91          |             |
| 1991.       | 54          | 54          |
| 2002.       | 46          | 46          |

| Етнички састав према попису из 2002.‍ | Етнички састав према попису из 2002.‍ | Етнички састав према попису из 2002.‍ | Етнички састав према попису из 2002.‍ | Етнички састав према попису из 2002.‍ |
| ------------------------------------ | ------------------------------------ | ------------------------------------ | ------------------------------------ | ------------------------------------ |
|                                      |                                      |                                      |                                      |                                      |
| Срби                                 | Срби                                 |                                      | 46                                   | 100,0%                               |
| непознато                            | непознато                            |                                      | 0                                    | 0,0%                                 |

| Година пописа     | 1948. | 1953. | 1961. | 1971. | 1981. | 1991. | 2002. |
| ----------------- | ----- | ----- | ----- | ----- | ----- | ----- | ----- |
| Број домаћинстава | 30    | 31    | 31    | 29    | 25    | 19    | 15    |

| Број чланова      | 1 | 2 | 3 | 4 | 5 | 6 | 7 | 8 | 9 | 10 и више | Просек |
| ----------------- | - | - | - | - | - | - | - | - | - | --------- | ------ |
| Број домаћинстава | 3 | 6 | 1 | 1 | 1 | 2 | 1 | 0 | 0 | 0         | 3,07   |

| Пол    | Укупно | Неожењен/Неудата | Ожењен/Удата | Удовац/Удовица | Разведен/Разведена | Непознато |
| ------ | ------ | ---------------- | ------------ | -------------- | ------------------ | --------- |
| Мушки  | 20     | 10               | 9            | 0              | 1                  | 0         |
| Женски | 21     | 7                | 9            | 5              | 0                  | 0         |
| УКУПНО | 41     | 17               | 18           | 5              | 1                  | 0         |

| Пол    | Укупно                    | Пољопривреда, лов и шумарство | Рибарство                            | Вађење руде и камена | Прерађивачка индустрија       |
| ------ | ------------------------- | ----------------------------- | ------------------------------------ | -------------------- | ----------------------------- |
| Мушки  | 10                        | 1                             | 0                                    | 0                    | 1                             |
| Женски | 11                        | 9                             | 0                                    | 0                    | 1                             |
| УКУПНО | 21                        | 10                            | 0                                    | 0                    | 2                             |
| Пол    | Производња и снабдевање   | Грађевинарство                | Трговина                             | Хотели и ресторани   | Саобраћај, складиштење и везе |
| Мушки  | 1                         | 2                             | 0                                    | 0                    | 4                             |
| Женски | 0                         | 0                             | 0                                    | 0                    | 0                             |
| УКУПНО | 1                         | 2                             | 0                                    | 0                    | 4                             |
| Пол    | Финансијско посредовање   | Некретнине                    | Државна управа и одбрана             | Образовање           | Здравствени и социјални рад   |
| Мушки  | 1                         | 0                             | 0                                    | 0                    | 0                             |
| Женски | 0                         | 0                             | 1                                    | 0                    | 0                             |
| УКУПНО | 1                         | 0                             | 1                                    | 0                    | 0                             |
| Пол    | Остале услужне активности | Приватна домаћинства          | Екстериторијалне организације и тела | Непознато            | Непознато                     |
| Мушки  | 0                         | 0                             | 0                                    | 0                    | 0                             |
| Женски | 0                         | 0                             | 0                                    | 0                    | 0                             |
| УКУПНО | 0                         | 0                             | 0                                    | 0                    | 0                             |